# 2-я Мясниковская улица
Втора́я Мяснико́вская у́лица — улица, расположенная в Восточном административном округе города Москвы на территории района Богородское.

## История
Улица получила своё название в XIX веке по фамилии домовладельца.

## Расположение
2-я Мясниковская улица проходит от Кузнецовской улицы на восток до Токарной улицы. Нумерация домов начинается от Кузнецовской улицы.

## Примечательные здания и сооружения
По нечётной стороне:
По чётной стороне:

## Транспорт

### Наземный транспорт
По 2-й Мясниковской улице не проходят маршруты наземного общественного транспорта. Севернее улицы, на пересечении 1-й Мясниковской, Кузнецовской, Миллионной, 3-й Богатырской улиц и Погонного проезда, расположено трамвайное кольцо «Богородское» с одноимённой остановкой трамваев 2, 4, 7, 46.

### Метро
- Станция метро «Бульвар Рокоссовского» Сокольнической линии и станция МЦК «Бульвар Рокоссовского» — восточнее улицы, на пересечении Открытого шоссе с Ивантеевской улицей и Тюменским проездом
- Станция метро «Преображенская площадь» Сокольнической линии — южнее улицы, на Преображенской площади на пересечении Большой Черкизовской улицы с Краснобогатырской улицей и Преображенским Валом